# Kończyna

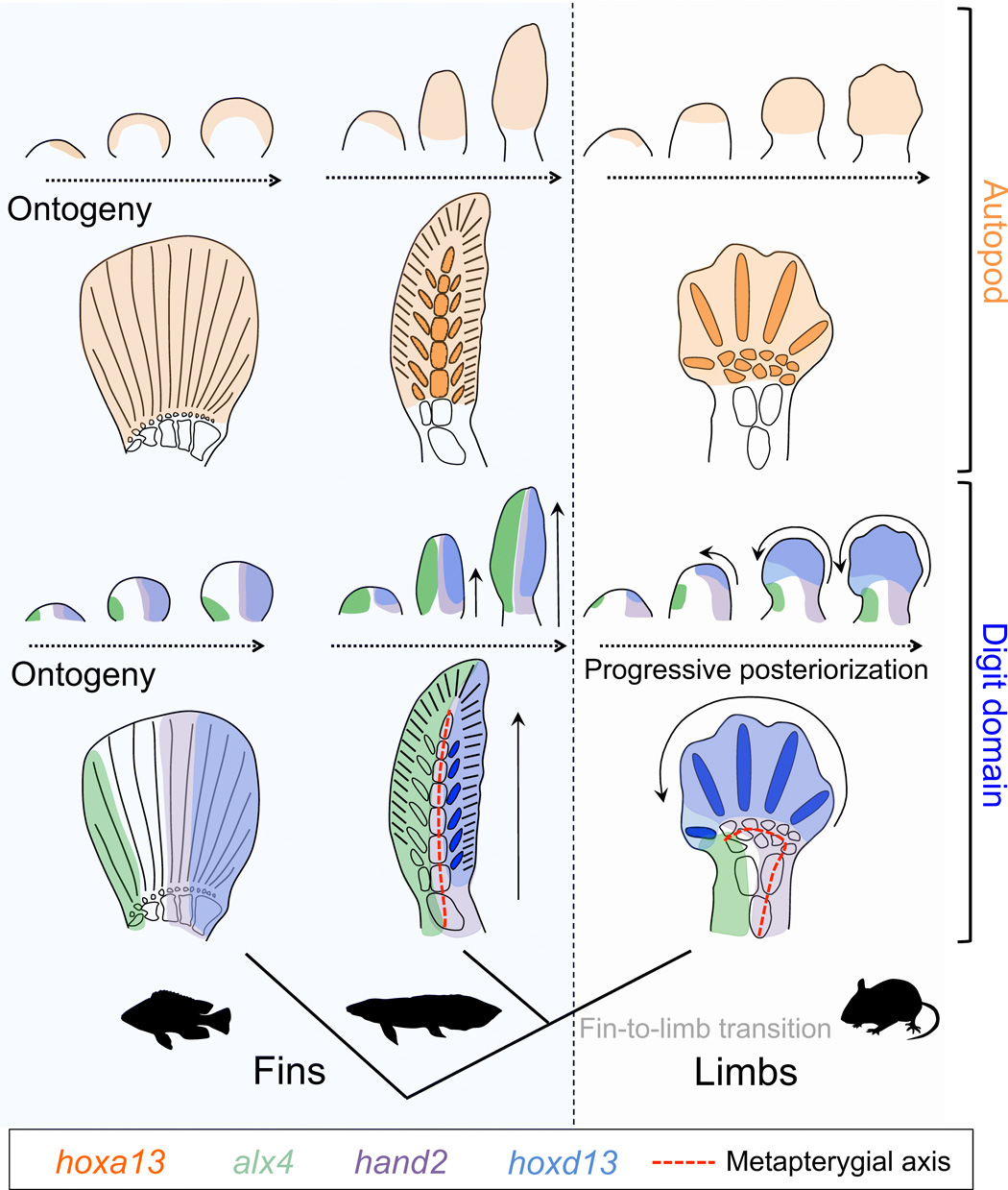
Płetwy brzuszne ryb

Kończyna – część ciała kręgowców. U ryb parzyste płetwy brzuszne (łac. pinna ventralis) i płetwy piersiowe (łac. pinna pectoralis) biorą tylko nieznaczny udział w przemieszczaniu. U kręgowców lądowych nastąpiło w przebiegu filogenezy stopniowe doskonalenie i modyfikacja kończyn piersiowych (przednich, górnych) i miednicznych (tylnych, dolnych). Najwyższy rozwój, zarówno pod względem strukturalnym, jak i czynnościowym, cechuje kończyny piersiowe ptaków (skrzydła) oraz kończyny ssaków, wykazujące wielką różnorodność. Kończyny mają zasadniczy plan budowy wspólny. Można tu wyróżnić:
- obręcz (zonopodium) (barkową, miedniczną). Jest to wbudowany w masę tułowia zespół kości stanowiący podporę dla
- części wolnej kończyn, w której rozróżnia się odcinki:
  - nasadowy (stylopodium) (ramię, udo),
  - przejściowy (zeugopodium) (przedramię, podudzie) oraz
  - obwodowy (autopodium) (ręka, stopa).